# NGC 7051
NGC 7051 es una galaxia espiral barrada ubicada a unos 100 millones de años luz de distancia, en la constelación de Acuario. Fue descubierta por el astrónomo John Herschel el 30 de julio de 1827.

## SN 2002dq
El 18 de junio de 2002, se descubrió una supernova tipo II designada como SN 2002dq en NGC 7051.